# Ispod očiju
Ispod Očiju debitantski je album hrvatskog elektroničkog sastava Podočnjaci. Dana 21. srpnja 2021. objavila ga je izdavačka kuća Yem.

## Prijem
Album je dobio mnoge pozitivne komentare i brzo odjeknuo glazbenom scenom u Hrvatskoj, ponajviše zbog svoje unikatnosti u zvuku, tj. fuzije žanrova kao što su trap, pop, "klasični" hip-hop i dance.

## Popis pjesama
| 1.    | »Branim Se«            | 3:40 |
| 2.    | »Proklet«              | 3:00 |
| 3.    | »Lud«                  | 2:40 |
| 4.    | »Ona«                  | 3:09 |
| 5.    | »Kauč«                 | 3:21 |
| 6.    | »Plava Kosa Plave Oči« | 2:33 |
| 7.    | »Sastanak«             | 2:53 |
| 8.    | »Toxic«                | 3:54 |
| 25:14 |                        |      |